# Sâmkhya
Sāṃkhya (en devanāgarī : सांख्य ) ou Sāṅkhya, terme sanskrit, est connu aujourd'hui comme une école de la philosophie indienne orthodoxe (āstika) ou plus particulièrement comme un des six darśana. Il a été codifié dans la Sāṃkhyakārikā composée au IVe siècle ou Ve siècle de l'ère courante par Īśvarakṛṣṇa. Le Sāṃkhya est traditionnellement couplé au yoga de Patañjali systématisé dans les Yogasūtra, qui en sont l'aspect considéré comme pratique. Kapila, dont on sait peu de chose, est donné comme le fondateur du « système Sāṃkhya ».

## Étymologie
La langue sanskrite construit différents mots sur la racine KHYĀ- (ख्या), khyāti est un verbe signifiant « il est nommé » au sens passif de « s'appeler » comme au sens causatif de « faire connaître », khyāti est aussi un nom féminin traduit par « nom, renommée ».
L'utilisation du préfixe SAM- (avec, ensemble) permet de composer le verbe saṃkhyāti, qui se traduit en français par « il compte, il calcule » ou "il estime", "il résume" et le nom saṃkhyā, féminin, « nombre arithmétique » ou « nombre grammatical » ou le mot saṃkhya, neutre, qui signifie "combat, bataille".
L'allongement vocalique du préfixe SAM- en SĀM- permet de construire le nom neutre sāṃkhya très spécifique puisqu'il s'applique uniquement à la « doctrine philosophique fondée sur la discrimination et attribuée à Kapila »; au masculin ce mot désigne un « adepte de cette doctrine ».

## Description
Le Sāṃkhya se propose d’analyser rationnellement la réalité. De cette compréhension surgit la libération du cycle des renaissances (Saṃsāra), qui est souffrance (duḥkha). 
Cette analyse de la réalité (c’est-à-dire non seulement le monde matériel, mais également son devenir) établit que de la rencontre entre le non-manifesté (le pradhāna ou mūlaprakṛti, la nature originelle ou matière primordiale) et l’une des monades conscientes, le puruṣa (littéralement : « homme, mâle, personne »), se déploie le monde phénoménal, la prakṛti, en 25 autres principes (tattva) commençant par l’intellect (buddhi, littéralement : « l’éveil » aussi appelé mahat, le grand, parce qu’il a une dimension « cosmique »), d’où provient le principe d’individuation ou égo (ahaṃkāra, littéralement : faiseur de moi), duquel provient une double création : la pensée (manas), les cinq facultés d’éveil (buddhīndriya ou jñānendriya), c’est-à-dire les cinq sens, et les cinq facultés d’action (karmendriya), c’est-à-dire la parole, les mains, les pieds, l’anus et les organes génitaux ; d’autre part les cinq éléments subtils (tanmātra) qui ne sont pas spécifiques, c’est-à-dire perceptibles comme objets des sens, sauf pour les dieux et les yogis. Les cinq éléments subtils créent enfin les cinq éléments grossiers (mahābhūta), lesquels sont spécifiques, c’est-à-dire perceptibles comme objets des sens.
Parmi ces principes, l’éveil (buddhi), le ‘faiseur de moi’ (ahaṃkāra) – principe d’individuation et de prétention – et la pensée (manas) constituent ‘l’organe interne’ antaḥkaraṇa, qu’on pourrait qualifier d’appareil psychique. Les principes allant de l’éveil aux éléments subtils forment l’entité subtile qui transmigre de mort en naissance, une âme en quelque sorte, qui serait toutefois distincte de la monade consciente, du véritable sujet, qui ne peut jamais être objet. Cette entité est appelée « corps subtil » (sūkṣmaśarīra) ou ‘phallus’ (liṅga), mot par lequel on désigne en logique un signe caractéristique duquel on infère le porteur du signe, le ‘signifié’ (ainsi la fumée est le signe de la présence du feu). L’éveil est également appelé ‘le grand’ (mahat) parce que certaines écoles Sāṃkhya le considèrent comme commun aux puruṣa. Si ce n’est pas le cas, il est tout au moins antérieur au principe d’individuation, ‘le faiseur de moi’ (ahaṃkāra), et il est en ceci cosmique qu’il détermine la ‘création idéelle’ (pratyayasarga), qui le positionne dans la création (voir plus bas dans « L’éthique du Sāṃkhya »). C’est à la fois la force et la faiblesse du Sāṃkhya que de présenter la création tant sur un plan psychologique que cosmologique. Il s’agit in fine d’expliquer aussi bien comment le monde, tant intérieur qu'extérieur se produit à la conscience, que comment le Karma (la loi de rétributions des actes lors des renaissances) s’organise, permet l’expérience (la jouissance, bhoga) aussi bien que la délivrance.
Un autre point particulier au Sāṃkhya est que la prakṛti est constituée de trois guṇa, trois fibres ou qualités appelées sattva, rajas et tamas, dont est tissé le monde. Celui-ci n’est pas simplement noir (tamas) ou blanc (sattva), il est aussi rouge, mouvant (rajas). Il n’est pas seulement agréable (sattva) ou désagréable (rajas), il est aussi déprimant (tamas), bien (sattva), mal (tamas) ou passionné (rajas).
Contrairement aux cinq autres darśana, le Sāṃkhya classique ne repose pas sur un sūtra, mais sur une kārikā, la Sāṃkhyakārikā. Comme les sūtras, les kārikās sont des textes très laconiques (toute répétition, chaque mot inutile sont considérés comme une faute) et mnémotechniques, quasiment incompréhensibles sans les commentaires qui les accompagnent. Les kārikās, versifiées, sont toutefois plus littéraires et moins cryptiques. Au XVe siècle un Sāṃkhyasūtra a été écrit visant à « védantiser » le Sāṃkhya, védantisation qui s’était déjà amorcée au Xe siècle avec le commentaire : Sāṃkhyatattvakaumudī de Vācaspati Miśra.
Le sāṃkhya classique systématique et canonisé n’est naturellement pas apparu soudainement. Il s’est formé d’idées éparses, d’un mode de pensée et d’une recherche de la vérité qui l’a d’abord emmené sur des chemins théistes, décrits ci-dessous, pour développer une philosophie à  l’épistémologie et la logique solides avant d’être assimilé de nouveau par diverses religions  et philosophie, perdant par là même son autonomie.

## Sāṃkhya et védisme
L'antique védisme repose sur une tradition orale de bénédictions (sūkta) cristallisée en écrits entre -1400 et -1200 avant l'ère communepour former la première collection (saṃhitā) de versets (rk, rig) connue, la Ṛgveda-saṃhitā.
On trouve dans le Ṛgveda quelques hymnes questionnant le réel. Certains montrent également une tendance à l’analyser en opérant par énumérations, ce qui est un premier pas vers les catégories et n’est pas sans rappeler l’étymologie du mot Sāṃkhya. Quelques-uns sont plus précisément cosmologiques et établissent des correspondances micro-macrocosmiques. Parmi eux, le plus intéressant est L’Hymne du puruṣa (RV X, 90), dont voici les premiers vers : « L’Homme (puruṣa) a mille têtes. Il a mille yeux, mille pieds. Couvrant la terre de part en part, il la dépasse encore de dix doigts. L’Homme n’est autre que cet univers, ce qui est passé, ce qui est à venir. Et il est maître du domaine immortel, parce qu’il croît au-delà de la nourriture. Telle est sa puissance, et plus vigoureux encore est l’homme. Tous les hommes sont un quartier de lui ; l’immortel au ciel, les trois (autres) quarts. Avec trois quartiers l’Homme s’est élevé là-haut, le quatrième a repris naissance ici-bas. De là il s’est répandu en tous sens, vers les choses qui mangent et qui ne mangent pas (animées et inanimées). De lui est née l’énergie (créatrice virāj, le principe féminin), de l’énergie (créatrice) est né l’homme… » ,
L’Atharvaveda, adopté tardivement comme quatrième Véda, contient déjà la théorie des guṇa : « Le lotus aux neuf portes (le corps) est revêtu des trois qualités ».
La première occurrence du mot Sāṃkhya se trouve dans la Śvetāśvatara Upaniṣad VI, 13 : « Celui-là est délivré de tous les liens qu'il a reconnus (Śiva, car cette Upaniṣad est théiste et śivaïte) en tant que cause (efficiente) que l’on doit appréhender à l’aide du Sāṃkhya et du Yoga. »

## Sāṃkhya dans l'hindouisme
Le Sāṃkhya apparaît également dans les chapitres « philosophiques » du Mahābhārata, le Mokṣadharma et la Bhagavadgītā ainsi que dans les plus anciens Purāṇa. Dans certains passages, 17 principes (tattva) sont énumérés, dans d’autres 20 ou 24 et enfin les 25 principes du Sāṃkhya classique. La Bhagavadgītā mentionne au chapitre 13 les 24 principes du « champ » (kṣetra, la prakṛti) auxquels elle en ajoute d’autres : le désir, la haine, le bonheur, la souffrance, l’assemblage, la conscience et l’endurance, ainsi que le « connaisseur du champ » (kṣetrajña, le puruṣa). Elle décrit en outre le but du Sāṃkhya : « Ceux qui savent avec l’œil de la connaissance, la différence entre le champ et le connaisseur du champ et se libèrent de la matière (bhūta, les cinq éléments grossiers) arrivent au plus haut. »

### Conception philosophique du Sāṃkhya
Le texte le plus ancien qui nous soit parvenu de l’exposition systématique du Sāṃkhya en tant que darśana est la Sāṃkhyakārikā d’Īśvarakṛṣṇa. La seule date certaine que nous en ayons est  celle de sa traduction en chinois par Paramārtha entre 557 et 569 après notre ère, la Suvarṇasaptati (en caractère chinois : 金七十論). La Sāṃkhyakārikā  se présente comme le résumé d’un texte aujourd’hui perdu, le Ṣaṣṭitantra (Le Traité de la soixantaine), dont elle n’a omis que les exemples et les arguments des adversaires. Faute de documents, on ne peut que spéculer sur le contenu de cette soixantaine, de même que sur on auteur. Kapila selon la Yuktidīpikā (ca 800), Pañcaśikha selon la Suvarṇasaptati (557-559) et la Jayamaṅgalā (ca 700) et Vārṣaganya selon la Tattvakaumudī (850 ou 975).
Alors que le Sāṃkhya classique est traditionnellement décrit comme un dualisme, la Sāṃkhyakārikā 1-2 affirme qu’il s’agit de distinguer trois entités : puruṣa, le non-manifesté et le manifesté : « Parce que l’on est abattu par la triple souffrance (vient) l’envie de connaître le moyen de l’abattre. (Cette envie) est inutile, (des moyens) sont (déjà) visible dites-vous ? Non, car ces moyens ne sont ni certains, ni définitifs. Les (moyens pour anéantir la triple souffrance) proposés par la révélation sont comme les moyens visibles : ils sont impurs (violence des sacrifices), sujets au déclin (même les dieux finissent par mourir) Non, il vaut mieux au contraire savoir distinguer le connaisseur (jña, le puruṣa) du non-manifesté (la nature originelle) et du manifesté (la prakṛti). » Cette citation montre l’un des points communs du Sāṃkhya et du bouddhisme (tout est souffrance) et la distance prise avec les Védas, en particulier avec le sacrifice.
Le Sāṃkhya est appelé « satkāryavāda » (SK 9 pour la démonstration) et « pariṇāmavāda », en référence au point de doctrine (vāda) justifiant sa méthode, à savoir que l’effet (kārya) existe (sat) déjà dans la cause (kāraṇa) et que la transformation (pariṇāma) de la prakṛti en ses produits (les tattva) par l’interaction des fibres (guṇa), s’opère comme la transformation du lait en lait caillé. Ainsi le pot est déjà présent dans la motte de terre. Cette théorie s’oppose à celle du vivartavāda du Vedānta, selon lequel la transformation n’est qu’apparente et à celle du Nyāya-Vaiśeṣika pour qui le produit est véritablement une création.
La logique est également très importante pour le Sāṃkhya. D’une part, parce qu’il ne laisse aucun point de doctrine sans le prouver et d’autre part parce que la prakṛti n’est pas perceptible aux sens (pas même pour les yogi) et ne s’appréhende que par l’inférence, ce qui justifie le savoir discriminant comme la plus importante des dispositions « sattviques » (voir : L’éthique du Sāṃkhya), celle qui mène à la libération (Mokṣa). On peut dire que toute la philosophie Sāṃkhya prend la logique pour modèle : la prakṛti n’est pas seulement la cause matérielle, mais aussi la cause logique (SK 10) ; le corps subtil, celui qui transmigre pour prendre corps lors d’une nouvelle naissance dans une relation de cause à effet (SK 42), est appelé liṅga (SK 40), terme qui désigne en logique le signe caractéristique dont on infère quelque chose (SK 5) ; enfin le premier principe né de l’union entre la prakṛti et le puruṣa, le plus subtil, qui structure tant le monde intérieur qu’extérieur, c’est l’intellect (la buddhi) qui finalement mène à la libération, appelée « isolation » (kaivalya), c’est-à-dire plénitude, du puruṣa.

### L'éthique du Sāṃkhya
Le Sāṃkhya visant à la libération complète du cycle des renaissances (saṃsāra), l’éthique n’est pas sa vocation première. Celle-ci fournit toutefois les conditions préalables à une vie et un esprit emplis de sattva, c’est-à-dire lumineux, sans taches (tamas), ni passion (rajas). L’éthique Sāṃkhya subordonne les devoirs religieux/sociaux à l’intelligence et la recherche de la libération, ce qui lui permet de faire avancer la morale, en s'émancipant de la tradition et renonçant par exemple à la violence du sacrifice animal (SK 2). Le devenir moral de l’individu est décrit dans les kārikās 43 à 51 et considéré comme une création de l’intellect (buddhi, ou « grand » mahat), La création idéelle  (pratyayasarga).
Cette ‘création idéelle’ l’oriente selon huit pôles : « (1) s’il est ‘vertueux’, c’est-à-dire s’il accomplit ses devoirs (dharma, religieux/sociaux. Ceux-ci ne sont pas généraux mais dépendent de la caste, etc.), il monte (dans la hiérarchie des êtres) ou (2) il descend s’il n’est pas vertueux. (3) S’il est doué de ‘souveraineté’, c’est-à-dire de pouvoirs (force dans la sphère animale, pouvoir dans la sphère humaine et pouvoirs magiques dans la sphère céleste), il ne rencontre pas d’obstacle, ou (4) le contraire s’il n’en a pas. (5) S’il est ‘passionné’, il meurt et renaît sans cesse, à moins qu’il ne soit (6) détaché, auquel cas il se dissout dans la prakṛti (ce que font les "yogis" mais qui ne constitue pas la libération selon le Sāṃkhya). Enfin (7), il s’enchaîne s’il ne possède pas la connaissance ou (8) il se libère s’il possède le savoir. (Ce savoir est essentiellement, bien entendu, la connaissance pratique de la philosophie Sāṃkhya, qui doit aboutir à ce que le puruṣa comprenne qu’il n’est pas la personne qu’il croit être, qu’il est pure conscience, et cesse de s’identifier à son appareil psychique). »

### Sāṃkhya et yoga de Patañjali
Le Sāṃkhya a inspiré en partie la pratique du yoga. C'est ainsi qu'au Ve siècle de l'ère courante, Patañjali dans ses Yogasūtra qui font autorité dans le monde du yoga indien donne à la pratique du yoga une base métaphysique inspirée de la théorie du Sāṃkhya.